# Gut Wedigenstein

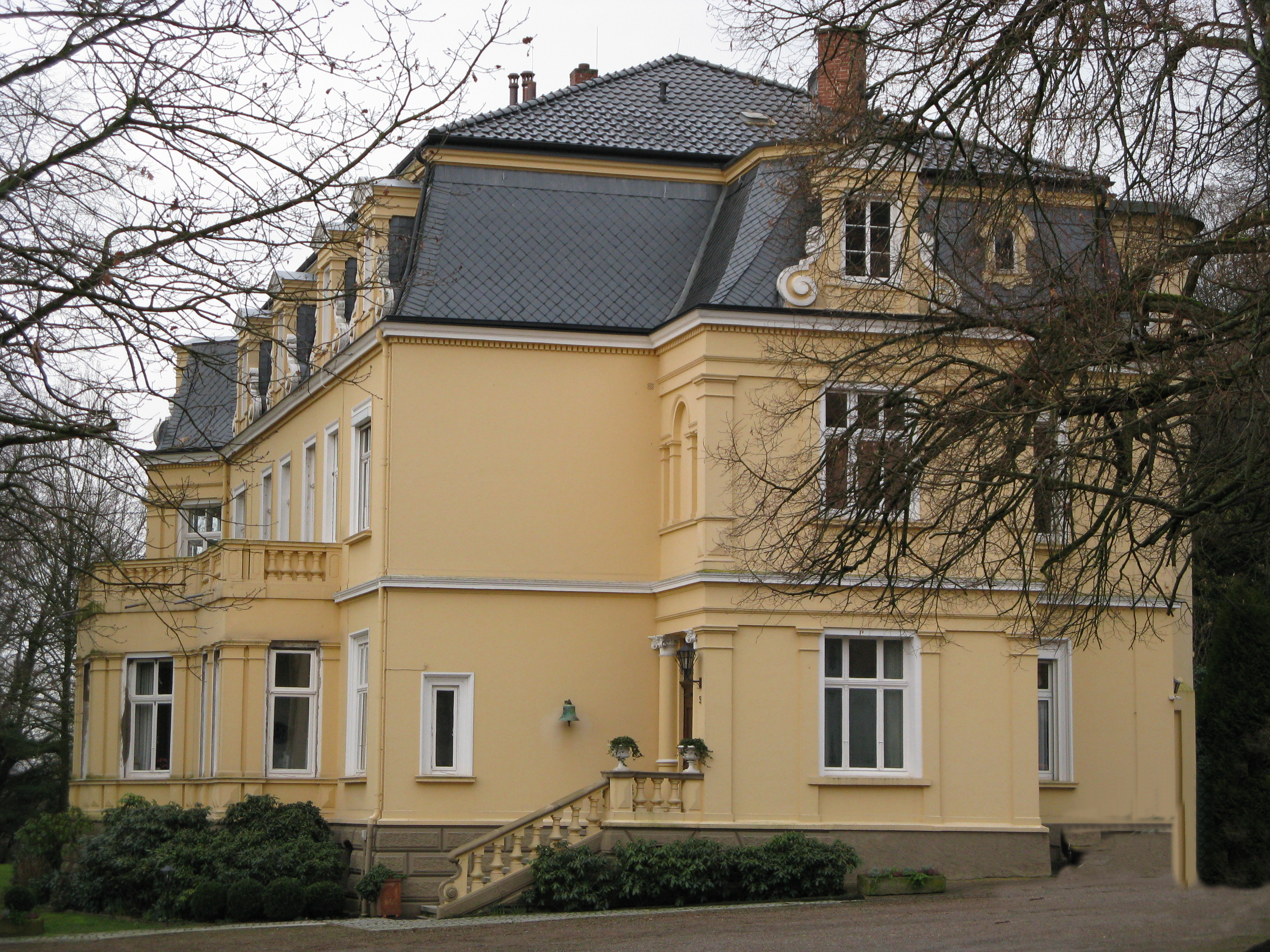
Gut Wedigenstein

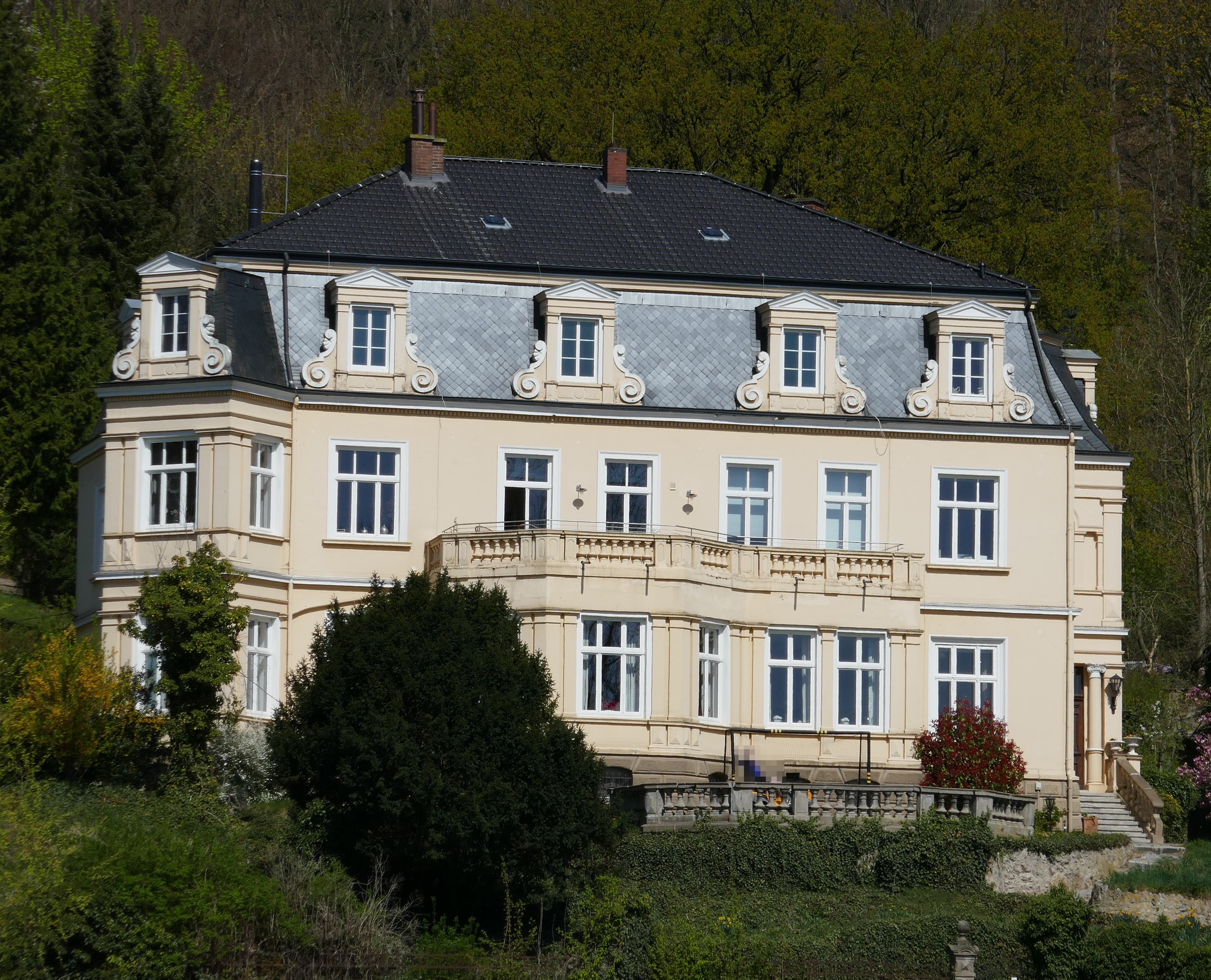
Ansicht von der Weser

Gut Wedigenstein ist ein ehemaliges Herrenhaus im Ortsteil Barkhausen der Stadt Porta Westfalica im Kreis Minden-Lübbecke. Es liegt am südlichen Abhang des Wiehengebirges und am linken Weserufer unweit des Weserdurchbruchs Porta Westfalica.

## Geschichte
Das Datum der erstmaligen Errichtung des Gutes ist unbekannt. In einer Urkunde des Grafen von Oldenburg aus dem Jahr 1282 wird ein Franco von Dehem (Dehme) als Kastellan auf der Burg Wedigenstein erwähnt. Die Herren von Dehme waren mit einem Teil der Burg belehnt.
Am 25. Mai 1379 verheerten schwere Gewitter das Land nördlich und südlich des Wiehengebirges. Durchziehende Minoriten-Ordensbrüder wurden von diesem Unwetter überrascht und erneuerten aus Dankbarkeit für das Überleben eine dem Verfall nahestehende Kapelle auf dem Gelände des Gutes Wedigenstein.
1401 hatte Alhard von dem Bussche, Drost zu Burg Limberg, das Gut in Pfandbesitz.
Beurkundet ist, dass im Jahr 1652 das Holzgericht auf dem Wedigenstein tagte. Zu dem Gericht mussten alle Markgenossen erscheinen. Bis 1818 war Gut Wedigenstein Eigentum des Mindener Domkapitels.
Am 1. Juli 1817 übernahm der „Ökonom“ Heinrich Ludwig Schumacher (1779–1856) das Gut vom preußischen Fiskus in Erbpacht. Er ließ zur Erinnerung an den „Sachsenherzog“ Wittekind einen „Wittekind-Denkstein“ auf Gut Wedigenstein  nicht weit vom heutigen Kaiser-Wilhelm-Denkmal an der Porta Westfalica aufstellen, der am 18. Oktober 1829 eingeweiht wurde und das erste Wittekinddenkmal Deutschlands ist. Er beteiligte sich auch an der Finanzierung des Vermessungs- und Aussichtsturms „Wittekindstein“. Heinrich Ludwig Schumachers Sohn Carl Wittekind Schumacher (1818–1870) erwarb das schuldenfreie Gut 1852 von seinem Vater für 60.000 Reichstaler. Vater und Sohn unterstützten die notleidende Unterschicht, insbesondere Schulkinder, durch Stiftungen und Schenkungen.

## Heutige Nutzung
Das Gut wird privat genutzt und ist der Öffentlichkeit nicht zugänglich. Seit langer Zeit ist die Familie Middelschulte Eigentümerin.
Um das Gut liegen rund 14 Hektar Weideland in steiler Hanglage, von der Straße im Tale auf Höhe der Weser bis hinauf auf 120 Meter Höhe über NN. Das ist dahingehend besonders, da die Südflanke des Wiehengebirges in diesem Bereich ansonsten nur forstwirtschaftlich genutzt wird. Aufgrund der neuerlichen Klimaerwärmung zeichnete sich auf dieser bisher nur als Grünland genutzte Fläche in steiler Südlage ein großes Potential für den Weinbau ab. Inwieweit sich das Gut aber zu einem Weingut entwickelt, bleibt abzuwarten.

## Sonstiges
- Die westfälische Malerin und Schriftstellerin Ida C. Ströver wurde am 16. September 1872 als Tochter des damaligen Gutsbesitzers auf Gut Wedigenstein geboren. Sie verbrachte hier ihre Kindheit und Jugend und wurde auf dem Erbbegräbnis des Gutes bestattet.[6]
- In den Jahren 1729–1730 klagte das Domkapitel gegen Einwohner zu Aulhausen und Barkhausen wegen eines Mitweiderechts auf dem Grunde des Gutes Wedigenstein bzw. Schafhuderecht des Gutes Wedigenstein auf den Feldern von Aulhausen und Barkhausen. In diesem Zusammenhang erfolgte eine Inhaftierung der Weiber wegen der Tumulte.
- Anzeigen des Försters Stein über Waldverwüstungen im Wedigensteinschen Berg durch Soldaten der Garnison, Reparatur des Weges am Wedigenstein, Holzhauser zum Wedigenstein; Ansetzung eines Holzgerichtes 1754–1780
- 1829 wurde der heutige Moltketurm als trigonometrischer Punkt „Wittekindstein“ auf Anregung des Obergeometers Johann-Jacob Vorlaender (1799–1886) unter wesentlicher Mitwirkung von Heinrich-Ludwig Schuhmacher (1779–1856), dem Erbpächter des am Fuße des Berges liegenden Guts Wedigenstein, errichtet.